# مجزرة تيلابيري (يناير 2021)
مجزرة تيلابيري هي مجزرة وقعت يوم 2 يناير 2021 غرب النيجر في هجومين منفصلين في قريتي تشومبانغو وزرومدارية قتل فيها 100 شخص و جرح 75.

## خلفية
وقعت عدة هجمات كبيرة في النيجر خلال عامي 2010 و 2020. ومع ذلك ، فهذه هي المرة الأولى التي يُقتل فيها أكثر من 100 مدني خلال هجوم واحد ، مما يجعل هذا الحادث الأكثر دموية ضد المدنيين في البلاد منذ بدء تمرد بوكو حرام. أكبر هجوم سابق في النيجر ضد المدنيين كان هجوم يومور في 12 ديسمبر / كانون الأول 2020 ، والذي أسفر عن مقتل 28 شخصًا. ونُفذت هجمات ديسمبر / كانون الأول 2020 ويناير / كانون الثاني 2021 خلال الانتخابات البلدية والإقليمية في النيجر.
وفي نفس اليوم الذي وقع فيه هذا الهجوم قتل جنديان في إطلاق نار بالجزائر وقتل جنديان فرنسيان في تفجير في مالي.

## تفاصيل
وقعت الهجمات في قريتين ، تشومبانغو  وزرومدارية ، اللتان تفصل بينهما سبعة كيلومترات. ، وخلفت في البداية 79 قتيلاً و 75 جريحًا. من بين القتلى ، قتل 49 في تشومبانغو و 30 في زارومداري. بعد يوم واحد من الهجوم ، تم العثور على 21 قتيلاً آخرين وتوفي آخرون متأثرين بجروحهم في تشومبانغو ، مما رفع إجمالي عدد القتلى إلى 100. أرسلت حكومة النيجر جنودًا إلى الحدود بعد الهجمات وتم تأكيد الحادث من قبل المسؤولون الحكوميون. والمهاجمون مسلحون إسلاميون وصلوا إلى القرى أثناء عبورهم الحدود من مالي ؛ غير أن التنظيم الإرهابي الذي نفذ الهجمات لم يتضح بعد. 
قبل وقت قصير من المجزرة ، قتل القرويون المحليون مسلحان شوهدا في المنطقة. ويشتبه في أن هذه الهجمات جاءت ردا على عمليات القتل تلك ، بحسب وزير داخلية البلاد.